# Charles Alfred Bell

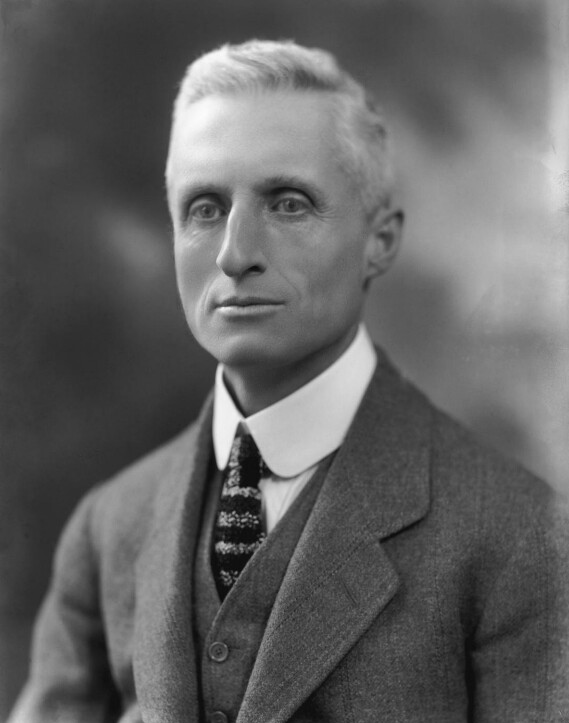
Charles Alfred Bell, 1922

Charles Alfred Bell KCIE (* 31. Oktober 1870 in Kalkutta, Britisch-Indien; † 8. März 1945 in Victoria, British Columbia, Kanada) war ein britischer Diplomat und Tibetologe. Er trat 1891 dem Indian Civil Service bei, war zunächst in Bengalen, Bihar und Orissa tätig und nach 1900 als britischer Vertreter in Sikkim, Bhutan und Tibet. Er wurde in dieser Zeit enger Vertrauter von Thubten Gyatsho, dem 13. Dalai Lama. 
1921 zog er sich aus dem diplomatischen Dienst zurück und widmete sich fortan in Oxford der Tibetkunde. Er veröffentlichte mehrere Bücher über Tibet, unter anderem eine Biografie des 13. Dalai Lama.

## Werke

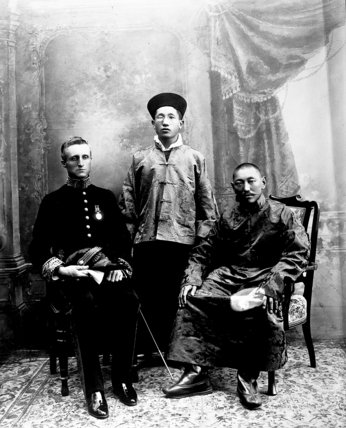
Sir Charles Bell (links sitzend), der Chogyal von Sikkim, Maharadscha Kumar Sidkeong Tulku (in der Mitte) und der 13. Dalai Lama (rechts sitzend), in Kalkutta, 1910

- Manual of Colloquial Tibetan. Baptist Mission Press, Kalkutta 1905.
- Portrait of the Dalai Lama. Collins, London 1946.
- * dt. unter dem Titel: Der Große Dreizehnte. Das unbekannte Leben des XIII. Dalai Lama von Tibet. Bastei Lübbe, Bergisch Gladbach 2005, ISBN 3-404-61578-6.
- Tibet. Past and Present. Clarendon Press, Oxford 1924.
- The People of Tibet. Clarendon Press, Oxford 1928. (digitalisiert)
- The Religion of Tibet. Clarendon Press, Oxford 1931.
- Tibet. Caught in Time. Garnet, Reading 1997.